# 菊池顕綱
菊池 顕綱（きくち あきつな、生年不詳 - 天正13年（1585年））は、戦国時代の武将。陸奥国小手森城主。
菊池氏は肥後国の名門・菊池氏の一族で、南北朝時代に南朝・後亀山天皇の命で奥州に入り、小手森（現在の福島県二本松市針道）一帯に領地を得たという。天正7年(1579年)に三春城主・田村清顕の一人娘・愛姫が出羽国米沢城主・伊達輝宗の嫡男・伊達政宗に嫁ぐため三春から米沢へ向かう途中、小手森周辺の田向舘で宿泊し、顕綱は愛姫一行を大いに歓待し、伊達・田村両氏から感謝の意をこめて太刀馬などを贈られたという。
しかし天正13年(1585年)閏8月、家督を継いだばかりの伊達政宗が、大内定綱討伐のため小手森城のある東安達地方（現在の福島県二本松市阿武隈川東岸）へ来襲。顕綱は縁組関係のあった定綱に組し、定綱とともに小手森城に籠もった。一旦は伊達軍を追い返すが、定綱はその後城を去り居城の小浜城へ戻った。顕綱は城の明け渡しと城からの退去を政宗に申し出るが、政宗は拒否し、閏8月27日に総攻撃を開始、顕綱をはじめとする城兵だけでなく城に籠もった女・子供など約800人を討ち取ったという（数については諸説あり）。顕綱の長男・菊池武憲は津島（現在の福島県浪江町津島）の母方の実家へ逃れ、姓を「紺野」に変えたという。